# Gesetz zur Änderung des Telekommunikationsgesetzes und zur Neuregelung der Bestandsdatenauskunft
Das Gesetz zur Änderung des Telekommunikationsgesetzes und zur Neuregelung der Bestandsdatenauskunft ist ein deutsches Artikelgesetz. Es setzt die materiellen Anforderungen des Bundesverfassungsgerichts an die Bestandsdatenauskunft um, die es in seiner Entscheidung vom 24. Januar 2012 zu § 113 Telekommunikationsgesetz formuliert hat. Für die Erhebung der Daten sei zusätzlich zur Vorschrift des § 113  Absatz 1 Satz 1 TKG in der bis dahin geltenden Fassung eine qualifizierte Rechtsgrundlage für  die jeweils auskunftsuchende Behörde erforderlich.
Das Gesetz verpflichtet Diensteanbieter zum Aufbau einer elektronischen Schnittstelle für die Beauskunftung von Bestandsdaten, wie sie auch schon für Verkehrsdaten besteht.

## Inhalt
Zur Schaffung spezifischer Erhebungsbefugnisse in den jeweiligen Fachgesetzen wurden § 113  TKG, die §§ 7, 20b, 20w und 22 des Bundeskriminalamtgesetzes, die §§ 33  und 70 des Bundespolizeigesetzes (BPolG), die §§ 8c und 8d des Bundesverfassungsschutzgesetzes, die §§ 7, 15, 23g und 27 des Zollfahndungsdienstgesetzes (ZFdG) geändert. Weiterhin wurden § 100j der Strafprozessordnung (StPO), § 22a BPOlG, § 41a ZFdG, § 2b des Gesetzes über den Bundesnachrichtendienst und § 4b des MAD-Gesetzes neu eingefügt und § 23f ZFdG gestrichen.
Da für den Bereich der Gefahrenabwehr die Gesetzgebungskompetenz nach Art. 30, 70 GG bei den Ländern liegt, blieb die Anpassung der Landespolizeigesetze den Landesgesetzgebern überlassen. Ein Beispiel ist § 180a des Allgemeinen Verwaltungsgesetz für das Land Schleswig-Holstein (LVwG).

## Aktuelle Entwicklung
Stand 2018 dürfen 107 berechtigte Behörden in Deutschland nach § 112 Telekommunikationsgesetz das automatisierte Auskunftsverfahren (AAV) nutzen. Die Bundesnetzagentur musste dazu für das Jahr 2018 um die 12 Mio. Bestanddatenabfragen bearbeiten.
Das Protokoll zum AAV inklusive Suchmöglichkeiten und Sicherheitsanforderungen sind in einer technischen Richtlinie geregelt, welche von der Bundesnetzagentur herausgegeben wird.
Sowohl gegen das Gesetz zur Änderung des Telekommunikationsgesetzes und zur Neuregelung der Bestandsdatenauskunft als auch gegen § 180a LVwG sind seit 2013 Verfassungsbeschwerden beim Bundesverfassungsgericht anhängig.
Mit Beschluss vom 27. Mai 2020 (veröffentlicht am 17. Juli 2020) erklärte das Bundesverfassungsgericht § 113 des Telekommunikationsgesetzes (TKG) und mehrere Fachgesetze des Bundes, die die manuelle Bestandsdatenauskunft regeln, für verfassungswidrig.